# Barkdvärgspindel
Barkdvärgspindel (Moebelia penicillata) är en spindelart som först beskrevs av Westring 1851.  Barkdvärgspindel ingår i släktet Moebelia och familjen täckvävarspindlar. Arten är reproducerande i Sverige. Inga underarter finns listade.